# Horizocerus
Genre
Horizocerus est un genre d'oiseaux de la famille des Bucerotidae.

## Taxinomie
À la suite de l'étude phylogénique de Gonzalez et al. (2013), le Congrès ornithologique international (dans sa version 4.4, 2014) réorganise complètement la famille des Bucerotidae. Le Calao à huppe blanche (alors Tropicranus albocristatus) et le Calao de Hartlaub (alors Tockus hartlaubi sont déplacés dans ce genre qui est ressuscité pour l'occasion.

### Liste des espèces
D'après la classification de référence (version 14.2, 2024) du Congrès ornithologique international (ordre phylogénique) :
- Horizocerus hartlaubi – Calao de Hartlaub
- Horizocerus granti – Calao de Grant
- Horizocerus albocristatus – Calao à huppe blanche
- Horizocerus cassini – Calao de Cassin